# Break dance ai Giochi della XXXIII Olimpiade - Qualificazioni
Di seguito sono descritte le fasi di qualificazione per le gare di break dance ai Giochi della XXXIII Olimpiade di Parigi 2024.
Le gare di break dance delle Olimpiadi di Parigi 2024, svoltesi dal 9 al 10 agosto, si suddividono in due eventi, uno per genere, definiti ufficialmente B-Boys e B-Girls. Ad essi prendono parte un massimo di 32 atleti (16 uomini e 16 donne), nel limite di due atleti per Comitato olimpico nazionale (CON) per ognuna delle competizioni previste.
Ad eccezione del Paese ospitante, la Francia, che di diritto ottiene immediatamente un posto per ognuna delle due competizioni, per potersi assicurare un posto alla gara olimpica gli altri atleti devono superare un percorso di qualificazione tripartito attraverso i seguenti tornei: Campionati mondiali del 2023 della WDSF, i vari Campionati continentali (Europei, Asiatici, Panamericani, Africani e Oceaniano) e i tornei di qualificazione olimpica.

## Tornei di qualificazione
Per potersi qualificare, i 32 atleti (sedici per genere) dovevano essere nati prima del 31 dicembre 2008 e affrontare dei tornei di qualificazione per ottenere un posto alle Olimpiadi di Parigi 2024. Ogni CON può inviare un massimo di quattro atleti, con egual divisione per genere, e le quote sono allocate ai singoli atleti.
Gli step di qualificazione sono i seguenti:
- Paese ospitante – La Francia, in quanto nazione ospitante, assegna un posto per la gara maschile e uno per la gara femminile. Se due atleti francesi, per ciascun genere, si qualificano direttamente tramite uno dei tornei del percorso tripartito (Campionati mondiali, tornei continentali o tornei di qualificazione olimpica), il posto del Paese ospitante sarà riassegnato al successivo atleta con il punteggio più alto ottenuto nei tornei di qualificazione olimpica;[1][2]
- Campionati mondiali – Il campione e la campionessa di break dance ai Campionati Mondiali WDSF 2023, tenutisi dal 23 al 24 settembre a Lovanio, in Belgio, ottengono un posto alle Olimpiadi, rispettando la regola di due atleti per CON per genere;
- Eventi continentali di qualificazione – Il campione e la campionessa di ognuno dei cinque tornei continentali (Africa, Asia, Europa, Americhe e Oceania) ottengono un posto alle Olimpiadi, rispettando la regola di due atleti per CON per genere. Se due atleti dallo stesso CON vincono il Campionato Mondiale WDSF e il Torneo continentale, allora il primo si qualificherà direttamente alle Olimpiadi mentre al secondo viene offerta una seconda possibilità di qualificazione attraverso i Tornei di qualificazione olimpica;[3]
- Tornei di qualificazione olimpica – I sette campioni e campionesse del torneo di qualificazione olimpica ottengono un posto alle Olimpiadi, rispettando la regola di due atleti per CON per genere;
- Universality Places[4] – Due posti su base invito saranno disponibili per i CON idonei interessati ad avere propri atleti nelle competizioni di break dance di Parigi 2024, in linea con il principio di universalità e per aumentare la varietà delle nazioni partecipanti al programma sportivo dei Giochi Olimpici.[4]

## Qualificazioni per CON
| CON                       | Uomini | Donne | Totale |
| ------------------------- | ------ | ----- | ------ |
| Atleti Olimpici Rifugiati | 0      | 1     | 1      |
| Australia                 | 1      | 1     | 2      |
| Canada                    | 1      | 0     | 1      |
| Cina                      | 1      | 2     | 3      |
| Corea del Sud             | 1      | 0     | 1      |
| Francia                   | 2      | 2     | 4      |
| Giappone                  | 2      | 2     | 4      |
| Italia                    | 0      | 1     | 1      |
| Kazakistan                | 1      | 0     | 1      |
| Lituania                  | 0      | 1     | 1      |
| Marocco                   | 1      | 1     | 2      |
| Paesi Bassi               | 2      | 1     | 3      |
| Portogallo                | 0      | 1     | 1      |
| Stati Uniti               | 2      | 2     | 4      |
| Taipei cinese             | 1      | 0     | 1      |
| Ucraina                   | 1      | 2     | 3      |
| Totale: 16 CON            | 16     | 17    | 33     |

## Eventi
| Evento                                 | Data                                | Luogo             |
| -------------------------------------- | ----------------------------------- | ----------------- |
| Campionato Africano WDSF 2023          | 12-13 maggio 2023                   | Rabat             |
| Giochi Europei 2023                    | 26-27 giugno 2023                   | Nowy Sącz         |
| Campionato Mondiale WDSF 2023          | 22-24 settembre 2023                | Lovanio           |
| Giochi Asiatici 2022                   | 6-7 ottobre 2023                    | Hangzhou          |
| Campionato d'Oceania 2023              | 27-28 ottobre 2024                  | Sydney            |
| Giochi Panamericani 2023               | 3-4 novembre 2023                   | Santiago          |
| Tornei di qualificazione olimpica 2024 | 16-19 maggio 2024 20-23 giugno 2024 | Shanghai Budapest |

## Atleti qualificati

### Maschile — B-Boys
| Evento                                            | Quote | Nazione       | Atleta qualificato | Nickname    |
| ------------------------------------------------- | ----- | ------------- | ------------------ | ----------- |
| Paese ospitante                                   | 1     | Francia       | Gaëtan Alin        | Lagaet      |
| Campionato Mondiale WDSF 2023                     | 1     | Stati Uniti   | Victor Montalvo    | Victor      |
| Campionato Africano WDSF 2023                     | 1     | Marocco       | Bilal Mallakh      | Billy       |
| Giochi Europei 2023                               | 1     | Francia       | Danis Civil        | Dany Dann   |
| Giochi Asiatici 2022                              | 1     | Giappone      | Shigeyuki Nakarai  | Shigekix    |
| Campionato d'Oceania 2023                         | 1     | Australia     | Jeffrey Dan Arpie  | J Attack    |
| Giochi Panamericani 2023                          | 1     | Canada        | Philip Kim         | Phil Wizard |
| Tornei di qualificazione olimpica                 | 7     | Paesi Bassi   | Lee-Lou Demierre   | Lee         |
| Tornei di qualificazione olimpica                 | 7     | Corea del Sud | Kim Hong-yul       | Hong 10     |
| Tornei di qualificazione olimpica                 | 7     | Giappone      | Hiroto Ono         | Hiro10      |
| Tornei di qualificazione olimpica                 | 7     | Cina          | Qi Xiangyu         | Lithe-ing   |
| Tornei di qualificazione olimpica                 | 7     | Stati Uniti   | Jeffrey Louis      | Jeffro      |
| Tornei di qualificazione olimpica                 | 7     | Kazakistan    | Amir Zakirov       | Amir        |
| Tornei di qualificazione olimpica                 | 7     | Paesi Bassi   | Menno van Gorp     | Menno       |
| Riassegnati da Universality Places non utilizzati | 2     | Taipei cinese | Sun Chen           | Quake       |
| Riassegnati da Universality Places non utilizzati | 2     | Ucraina       | Oleg Kuznietsov    | Kuzya       |
| Totale                                            | 16    |               |                    |             |

### Femminile — B-Girls
| Evento                                            | Quote | Nazione                   | Atleta qualificata | Nickname  |
| ------------------------------------------------- | ----- | ------------------------- | ------------------ | --------- |
| Paese ospitante                                   | 1     | Francia                   | Carlota Dudek      | Carlota   |
| Campionato Mondiale WDSF 2023                     | 1     | Lituania                  | Dominika Banevič   | Nicka     |
| Campionato Africano WDSF 2023                     | 1     | Marocco                   | Fatima El-Mamouny  | Elmamouny |
| Giochi Europei 2023                               | 1     | Paesi Bassi               | India Sardjoe      | India     |
| Giochi Asiatici 2022                              | 1     | Cina                      | Liu Qingyi         | 671       |
| Campionato d'Oceania 2023                         | 1     | Australia                 | Rachael Gunn       | Raygun    |
| Giochi Panamericani 2023                          | 1     | Stati Uniti               | Sunny Choi         | Sunny     |
| Tornei di qualificazione olimpica                 | 7     | Giappone                  | Ami Yuasa          | Ami       |
| Tornei di qualificazione olimpica                 | 7     | Giappone                  | Ayumi Fukushima    | Ayumi     |
| Tornei di qualificazione olimpica                 | 7     | Francia                   | Sya Dembélé        | Syssy     |
| Tornei di qualificazione olimpica                 | 7     | Stati Uniti               | Logan Edra         | Logistx   |
| Tornei di qualificazione olimpica                 | 7     | Cina                      | Zeng Yingying      | Yingzi    |
| Tornei di qualificazione olimpica                 | 7     | Ucraina                   | Kateryna Pavlenko  | Kate      |
| Tornei di qualificazione olimpica                 | 7     | Italia                    | Antilai Sandrini   | Anti      |
| Universality Places                               | 0     | N.D.                      | N.D.               | N.D.      |
| Invito                                            | 1     | Atleti Olimpici Rifugiati | Manizha Talash     | Talash    |
| Riassegnati da Universality Places non utilizzati | 2     | Portogallo                | Vanessa Cartaxo    | Vanessa   |
| Riassegnati da Universality Places non utilizzati | 2     | Ucraina                   | Anna Ponomarenko   | Stefani   |
| Totale                                            | 17    |                           |                    |           |